# 宋昶儀
宋昶儀 （1979年1月24日—），韓國男演員，名字常被音譯為宋昌義。

## 演出作品

### 電視劇
- 2005年：KBS《結婚》飾演 尹英哲
- 2005年：KBS《既愛又恨的戀人》飾演 徐振宇
- 2005年：KBS《第十個雨天》
- 2005年：MBC《赤足青春》飾演 黃俊偰
- 2006年：SBS《101次求婚 》飾演 徐賢君
- 2007年：SBS《黃金新娘》飾演 姜俊宇
- 2007年：MBC《李祘》飾演 丁若鏞
- 2008年：SBS《On Air》（特別演出）
- 2008年：SBS《神的天秤》飾演 張俊河
- 2009年：MBC《男版灰姑娘 》飾演 李載民
- 2010年：SBS《人生多美麗》飾演 梁泰燮
- 2011年：MBC《你為我著迷》飾演 金石賢
- 2011年：SBS《千日的約定》飾演 盧英修（特別演出）
- 2012年：JTBC《症候群》飾演 車耀武
- 2012年：SBS《大風水》飾演 李正根
- 2013年：SBS《結婚三次的女人》飾演 鄭泰元
- 2014年：OCN《Frost醫生》飾演 白南峰
- 2015年：MBC《讓女人哭泣》飾演 姜真宇
- 2017年：KBS《我男人的秘密》飾演 韓志燮／姜在旭／布萊德尹
- 2018年：MBC《捉迷藏》飾演 車恩赫／趙成敏
- 2023年：tvN《閃亮的西瓜》飾演 姜賢律（46歲時期）

### 電影
- 2002年：《緊急行動19號》
- 2005年：《我和我的女友》
- 2007年：《突破！Love&Peace》
- 2008年：《少年不哭》
- 2010年：《站著睡覺的樹》飾 邱哲
- 2011年：《今天》
- 2011年：《珍貴日子的夢想》（配音）
- 2021年：《絕命警戒區》
- 待定：《蚁裂》

### 音樂劇
- 2002年：《블루 사이공／湛藍空間》
- 2002年：《더플레이／The Play》
- 2003年：《송산야화／松山夜話》
- 2003年：《지저스 크라이스트 슈퍼스타／Jesus Christ Superstar》
- 2004年：《더플레이X／The Play X》
- 2004年：《사랑은 비를 타고／雨中曲》
- 2004年：《펑키펑키／Funky Funky》
- 2006年：《헤드윅: Hedwig and the Angry Inch／Hedwig》電影翻作《搖滾芭比》
- 2007年：《졸업／畢業》
- 2008年：《미녀는 괴로워／美女的煩惱》電影翻作《醜女大翻身》
- 2009年：《헤드윅: Hedwig and the Angry Inch／Hedwig》電影翻作《搖滾芭比》
- 2010年：《젊은 베르테르의 슬픔／少年維特的煩惱》
- 2011年：《광화문연가／光化門戀歌》
- 2012年：《엘리자벳／伊莉莎白》
- 2012年：《광화문연가／光化門戀歌》釜山特別演出
- 2013年：《요셉 어메이징:Joseph and the Amazing Technicolor 约瑟夫的神奇彩衣 》飾演요셉
- 2013年：《헤드윅: Hedwig and the Angry Inch／Hedwig》
- 2014年：《블러드 브라더스: Blood Brothers 血兄弟 》飾演미키

### MV
- 2005年：健宇〈我的眼淚說 내 눈물이 하는 말〉
- 2005年：健宇〈悲傷日記 슬픈일기〉
- 2006年：Vibe〈酒〉（與李枖原）
- 2007年：白智榮〈一份愛就夠 사랑하나면 돼〉（與李幼梨）
- 2007年：The Name〈請尋找她 그녀를 찾아주세요〉
- 2007年：金智恩〈與昨天不同的今天 어제와 다른오늘〉（與具惠善）
- 2007年：宋昶儀〈我愛你 사랑합니다〉
- 2008年：宋昶儀〈愛情的理由 사랑이라는 이유로〉
- 2008年：健宇〈原來是你 너였구나〉（與林孝善）

## 音樂作品
- 2008年1月7日：《黃金新娘》OST〈我愛你 사랑합니다〉
- 2008年3月18日：《Love 101》OST〈愛情的理由 사랑이라는 이유로〉

## 綜藝節目
- 2014年8月31日—2015年3月18日：SBS《快樂的家》
- 2020年－2021年，SBS〈同床異夢2 - 你是我的命運〉

## 其他
- 2007年5月：第11屆富川國際科幻電影節宣傳大使
- 2008年：與林孝善一起被任命為全南文化產業的宣傳大使
- 2009年9月：和曹安共同擔任申相玉青年電影節宣傳大使

## 獲獎紀錄
- 2007年：SBS演技大賞—10佳明星獎《黃金新娘》
- 2007年：第44屆百想藝術大賞—最佳男新人《黃金新娘》
- 2008年：第17屆春史電影賞—最佳新人男演員《少年不哭》
- 2010年：第26屆韓國最佳衣著服裝獎賞（天鵝獎）—文化部門
- 2010年：SBS演技大賞—連續劇部門優秀演員獎《人生多美麗》
- 2014年：SBS演技大賞—長篇部門男子優秀演技獎《結三次婚的女子》
- 2015年：MBC演技大賞—連續劇部門 男子最優秀演技賞《讓女人哭泣》
- 2020年，SBS演藝大賞－綜藝部最佳團隊合作獎 [同床異夢2 - 你是我的命運]

## 腳註
1. ↑  宋昌义. . 新浪微博.   [2013-09-15]. （原始内容存档于2022-05-22）. 本名宋昶仪,韩国多栖艺人。

## 外部連結
- 宋昶儀的新浪微博
- DaumCafe（页面存档备份，存于） 